# Prashanth Sellathurai
Prashanth Sellathurai, né le 1er octobre 1986 à Auburn, est un gymnaste australien.

## Biographie
Il est né le 1er octobre 1986 à Auburn en Australie. Il a grandi dans ce pays mais ses parents sont des réfugiés tamouls, originaires du Sri Lanka.
Spécialiste du cheval d'arçons, il a remporté sur cet agrès trois médailles aux championnats du monde : l'argent à Aarhus en 2006 et le bronze à Londres en 2009 et à Rotterdam en 2010.
Il a également remporté plusieurs médailles aux Jeux du Commonwealth : l'argent par équipes et au cheval d'arçons à Melbourne en 2006, puis l'or par équipes et au cheval d'arçons et le bronze à la barre fixe à Delhi en 2010.
Il a aussi remporté la médaille d'or aux arçons lors de l'Universiade d'été de 2011.